# Tmesorrhina lequeuxi
Tmesorrhina lequeuxi är en skalbaggsart som beskrevs av Franz Antoine 1995. Tmesorrhina lequeuxi ingår i släktet Tmesorrhina och familjen Cetoniidae. Inga underarter finns listade i Catalogue of Life.